# Ignác Jajteles
Ignác Jajteles, v německé podobě Igna(t)z Jeit(t)eles (v jidiš יגנץ ייטלס‎, 6. nebo 13. září 1783 Praha – 19. června 1843 Vídeň nebo Praha) byl česko-rakouský spistovatel z pražské židovské rodiny Jajtelesů.

## Život
Narodil se do významné rodiny Jajtelesů, pražských židovských učenců. Jeho otec Baruch Jajteles byl znalec talmudu, jeho děd Jonas Mišl Jajteles byl lékař a spisovatel.
Po absolvování Piaristického gymnázia v Praze na Novém Městě vystudoval Jajteles práva na pražské univerzitě, kde se jeho mentorem stal August Gottlieb Meißner, který přednášel estetiku a klasickou literaturu. Rodinná situace ho však donutila zanechat studií a přestěhovat se do Vídně, kde se stal společníkem velkoobchodu.
Ve Vídni Jajteles rozvinul čilou publicistickou činnost a v následujících letech napsal asi 500 článků kritického, historického, satirického nebo poetického obsahu, z nichž některé vycházely pod jeho jménem, některé anonymně, v mnoha tehdejších listech (Annalen der österreichischen Literatur, Literarisches Anzeiger a Fränkelově Sulamithu (1806–1818), Hormayrově Archivu für Geographie, Historie, Staats- und Kriegskunst Beckerově Allgemeiner Anzeiger, Andrého Vlasteneckém deníku a dalších. V roce 1819 společně se svým bratrancem, lékařem a literátem Aloisem Jajtelesem redigoval židovský časopis Siona, který však vycházel jen půl roku.
Napsal také několik samostatnýchg spisů, včetně biografie svého dědečka Jonáše Jajtelese, ale jeho hlavním dílem byl Aesthetisches Lexicon, vydaný ve dvou svazcích v roce 1835 a 1837. Zatímco Jajtelesovy časopisecké příspěvky jsou kriticky progresivní v duchu rakouského předbřeznového období, jeho pojetí umění postavené na Obecné teorii výtvarných umění Johanna Georga Sulzera, je konzervativní a zaostalé.
V roce 1839 udělila univerzita v Jeně Jajtelesovi čestný doktorát. Plán literární historie, pro kterou již vykonal rozsáhlé přípravné práce, nebyl nikdy realizován. V posledních letech života podnikl cestu do Itálie, jejíž výsledek, Eine Reise nach Rom (Cesta do Říma), byla posmrtně publikována Lewaldem v roce 1844.
Ignác Jajteles zemřel ve Vídni (podle jiných údajů v Praze) v roce 1843 ve věku 59 let. Návrh textu jeho epitafu napsal básník Franz Grillparzer.

### Manželství a odkaz
V roce 1825 se oženil s Fanni, dcerou velkoobchodníka Hirsche Baracha, manželství však zůstalo bezdětné. Jeho manželka Fanni zemřela v roce 1857 a celý svůj nezanedbatelný majetek odkázala židovské náboženské obci ve Vídni na dobročinné účely, stipendia pro lékaře, právníky, malíře a sochaře a na zřízení domova sociální péče pro chudé vdovy, který byl od roku 1857 vybudován ve čtvrti Landstraße.
Ignác Jajteles je často mylně uváděn pseudonymem Julius Seidlitz, který ve skutečnosti patří spisovateli Izáku Jajtelesovi (1814–1857). Také v Rakouském biografickém slovníku (ÖBL) je pro lemma Julius Seidlitz coby skutečné jméno uvedeno Ignaz Jeitteles a informace o těchto dvou osobách jsou zaměňovány, jako například udělení čestného doktorátu Ignáci Jajtelesovi.

## Spisy
- Seiner Majestät Franz dem Zweyten, bei Gelegenheit der Aufnahme der erblichen Kaiserwürden von Oesterreich. Prag 1804.
- mit Baruch Jeitteles: Die Kuhpockenimpfung. Eine Predigt. Prag 1805, v digitální podobě: http://vorlage_digitalisat.test/1%3Dhttp%3A%2F%2Fnbn-resolving.de%2Furn%2Fresolver.pl%3Furn%3Durn%253Anbn%253Ade%253Ahebis%253A30%253A4-63426~GB%3D~IA%3D~MDZ%3D%0A~SZ%3D~doppelseitig%3D~LT%3D~PUR%3D.
- Jonas Jeitteles, der Heilkunde Doctor, der Weltweisheit Baccalaureus, des gewesenen böhmisch-israelitisch-chirurgischen Gremiums immerwährender Präses […] Eine biographische Skizze von seinen Enkel Ig. Jeitteles, der Rechtsgelehrsamkeit Beflissenen. Prag 1806, v digitální podobě: http://vorlage_digitalisat.test/1%3Dhttp%3A%2F%2Fnbn-resolving.de%2Furn%2Fresolver.pl%3Furn%3Durn%253Anbn%253Ade%253Ahebis%253A30%253A4-63412~GB%3D~IA%3D~MDZ%3D%0A~SZ%3D~doppelseitig%3D~LT%3D~PUR%3D.
- Analecten, Arabesken und Allegorien. Prag 1807.
- Clio, eine Reihe welthistorischer Scenen. Mit 17 Kupferstichen von Franz Xaver Stöber. Wien 1834, v digitální podobě: http://vorlage_digitalisat.test/1%3Dhttp%3A%2F%2Fdata.onb.ac.at%2FABO%2F%252BZ205244300~GB%3D~IA%3D~MDZ%3D%0A~SZ%3D~doppelseitig%3D~LT%3D~PUR%3D.
- Aesthetisches Lexicon. Ein alphabetisches Handbuch zur Theorie der Philosophie des Schönen und der schönen Künste nebst Erklärung der Kunstausdrücke aller ästhetischen Zweige. 2 Bde. Wien 1835–1837, v digitální podobě: http://vorlage_digitalisat.test/1%3Dhttp%3A%2F%2Fdata.onb.ac.at%2FABO%2F%252BZ170824808~GB%3D~IA%3D~MDZ%3D%0A~SZ%3D~doppelseitig%3D~LT%3D~PUR%3D. Weitere Auflage: Aesthetisches Lexikon enthaltend Kunstphilosophie, Poesie, Poetik, Rhetorik, Musik, Plastik, Graphik, Architektur, Malerei, Theater. 2 Bde. Wien 1839.
- Eine Reise nach Rom. Hg. August Lewald. Siegen & Wiesbaden 1844, v digitální podobě: http://vorlage_digitalisat.test/1%3Dhttp%3A%2F%2Fwww.mdz-nbn-resolving.de%2Furn%2Fresolver.pl%3Furn%3Durn%3Anbn%3Ade%3Abvb%3A12-bsb10483465-1~GB%3D~IA%3D~MDZ%3D%0A~SZ%3D~doppelseitig%3D~LT%3D~PUR%3D.